# Coelocephala cervina
Coelocephala cervina är en tvåvingeart som beskrevs av Friedrich Georg Hendel 1914. Coelocephala cervina ingår i släktet Coelocephala och familjen bredmunsflugor.
Artens utbredningsområde är Nigeria. Inga underarter finns listade i Catalogue of Life.